# Herbert G. Barber
Herbert Goodell Barber (* 14. August 1870 in Wardsboro, Vermont; † 5. Oktober 1947) war ein US-amerikanischer Jurist und Politiker, der von 1915 bis 1919 Vermont Attorney General war.

## Leben
Herbert Goodell Barber wurde in Wardsboro, Vermont geboren. Barber hatte eine Anwaltskanzlei in Brattleboro, Vermont. Er war von 1898 bis 1900 District Attorney für das Windham County. Als Mitglied der Republikanischen Partei von Vermont hatte er 1908 bis 1910 sowie 1935 bis 1937 einen Sitz im Repräsentantenhaus von Vermont und war von 1912 bis 1914 Mitglied im Senat von Vermont. Er gehörte dem Universalismus an, war Mitglied der American Bar Association, war Freimaurer und Mitglied des Independent Order of Odd Fellows.
Barber heiratete Florence H. Whittier. Das Paar hatte zwei Söhne und eine Tochter.
Herbert G. Barber starb am 5. Oktober 1947. Sein Grab befindet sich auf dem Meeting House Hill Cemetery in Brattleboro.